# Japonia na Mistrzostwach Świata w Lekkoatletyce 2015
Japonia na Mistrzostwach Świata w Lekkoatletyce 2015 – reprezentacja Japonii podczas Mistrzostw Świata w Pekinie liczyła 51 zawodników, z których jeden zdobył brązowy medal.

## Występy reprezentantów Japonii

### Mężczyźni

#### Konkurencje biegowe
| Konkurencja                | Zawodnik                                                      | Runda 1      | Runda 1 | Półfinał | Półfinał | Finał        | Finał   |
| Konkurencja                | Zawodnik                                                      | Rezultat     | Pozycja | Rezultat | Pozycja  | Rezultat     | Pozycja |
| -------------------------- | ------------------------------------------------------------- | ------------ | ------- | -------- | -------- | ------------ | ------- |
| Bieg na 100 m              | Kei Takase                                                    | 10,15        | 25.     | NQ       | NQ       | NQ           | NQ      |
| Bieg na 200 m              | Kenji Fujimitsu                                               | 20,28        | 13. Q   | 20,34    | 15.      | NQ           | NQ      |
| Bieg na 200 m              | Abdul Hakim Sani Brown                                        | 20,35        | 20. Q   | 20,47    | 20.      | NQ           | NQ      |
| Bieg na 200 m              | Kei Takase                                                    | 20,33        | 18. q   | 20,64    | 24.      | NQ           | NQ      |
| Bieg na 400 m              | Yūzō Kanemaru                                                 | 45,65        | 37.     | NQ       | NQ       | NQ           | NQ      |
| Bieg na 5000 m             | Kota Murayama                                                 | 14:07,11     | 32.     | —        | —        | NQ           | NQ      |
| Bieg na 5000 m             | Suguru Ōsako                                                  | 13:45,82     | 22.     | —        | —        | NQ           | NQ      |
| Bieg na 10 000 m           | Kenta Murayama                                                | —            | —       | —        | —        | 29:50,22     | 22.     |
| Bieg na 10 000 m           | Yūta Shitara                                                  | —            | —       | —        | —        | 30:08,35     | 23.     |
| Bieg na 10 000 m           | Tetsuya Yoroizaka                                             | —            | —       | —        | —        | 28:25,77     | 18.     |
| Maraton                    | Masakazu Fujiwara                                             | —            | —       | —        | —        | 2:21:06 (SB) | 21.     |
| Maraton                    | Kazuhiro Maeda                                                | —            | —       | —        | —        | 2:32:49      | 50.     |
| Bieg na 400 m przez płotki | Takayuki Kishimoto                                            | 49,78        | 30.     | NQ       | NQ       | NQ           | NQ      |
| Bieg na 400 m przez płotki | Yuta Konishi                                                  | 49,58 (SB)   | 28.     | NQ       | NQ       | NQ           | NQ      |
| Bieg na 400 m przez płotki | Yūki Matsushita                                               | 49,34        | 21. Q   | 51,10    | 24.      | NQ           | NQ      |
| Sztafeta 4 × 100 m         | Kazuma Ōseto Kenji Fujimitsu Takuya Nagata Kotaro Taniguchi   | 38,60        | 10.     | —        | —        | NQ           | NQ      |
| Sztafeta 4 × 400 m         | Tomoya Tamura Yūzō Kanemaru Naoki Kobayashi Takamasa Kitagawa | 3:02,97 (SB) | 15.     | —        | —        | NQ           | NQ      |
| Chód na 20 km              | Isamu Fujisawa                                                | —            | —       | —        | —        | 1:21:51      | 13.     |
| Chód na 20 km              | Yūsuke Suzuki                                                 | —            | —       | —        | —        | DNF          | DNF     |
| Chód na 20 km              | Eiki Takahashi                                                | —            | —       | —        | —        | 1:28:30      | 47.     |
| Chód na 50 km              | Hirooki Arai                                                  | —            | —       | —        | —        | 3:43:44      | 4.      |
| Chód na 50 km              | Takayuki Tanii                                                | —            | —       | —        | —        | 3:42:55      | brąz    |
| Chód na 50 km              | Yuki Yamazaki                                                 | —            | —       | —        | —        | 4:03:54      | 34.     |

#### Konkurencje techniczne
| Konkurencja    | Zawodnik       | Eliminacje | Eliminacje | Finał    | Finał   |
| Konkurencja    | Zawodnik       | Rezultat   | Pozycja    | Rezultat | Pozycja |
| -------------- | -------------- | ---------- | ---------- | -------- | ------- |
| Skok wzwyż     | Takashi Eto    | 2,22       | 28.        | NQ       | NQ      |
| Skok wzwyż     | Yuji Hiramatsu | 2,17       | 35.        | NQ       | NQ      |
| Skok wzwyż     | Naoto Tobe     | 2,26       | 25.        | NQ       | NQ      |
| Skok o tyczce  | Hiroki Ogita   | 5,65 (SB)  | 20.        | NQ       | NQ      |
| Skok o tyczce  | Seito Yamamoto | 5,65 (SB)  | 23.        | NQ       | NQ      |
| Skok w dal     | Yohei Sugai    | 7,92       | 16.        | NQ       | NQ      |
| Rzut oszczepem | Ryōhei Arai    | 84,66 (SB) | 2. Q       | 83,07    | 9.      |

| Dziesięciobój    | Dziesięciobój       | Dziesięciobój | Dziesięciobój | Dziesięciobój |
| Zawodnik         | Konkurencja         | Wynik         | Punkty        | Pozycja       |
| ---------------- | ------------------- | ------------- | ------------- | ------------- |
| Akihiko Nakamura | Bieg na 100 m       | 10,86         | 892           | 12.           |
| Akihiko Nakamura | Skok w dal          | 7,26          | 876           | 18.           |
| Akihiko Nakamura | Pchnięcie kulą      | 11,67         | 586           | 28.           |
| Akihiko Nakamura | Skok wzwyż          | 1,95          | 758           | 20.           |
| Akihiko Nakamura | Bieg na 400 m       | 47,81         | 918           | 6.            |
| Akihiko Nakamura | Bieg na 110 m p.pł. | 14,72         | 884           | 15.           |
| Akihiko Nakamura | Rzut dyskiem        | 33,48         | 533           | 24.           |
| Akihiko Nakamura | Skok o tyczce       | 4,70          | 819           | 17.           |
| Akihiko Nakamura | Rzut oszczepem      | 53,57 (PB)    | 642           | 19.           |
| Akihiko Nakamura | Bieg na 1500 m      | 4:16,36       | 837           | 1.            |
| Razem            | Razem               | Razem         | 7745          | 16.           |

| Dziesięciobój  | Dziesięciobój       | Dziesięciobój | Dziesięciobój | Dziesięciobój |
| Zawodnik       | Konkurencja         | Wynik         | Punkty        | Pozycja       |
| -------------- | ------------------- | ------------- | ------------- | ------------- |
| Keisuke Ushiro | Bieg na 100 m       | 11,51         | 750           | 28.           |
| Keisuke Ushiro | Skok w dal          | 6,73          | 750           | 29.           |
| Keisuke Ushiro | Pchnięcie kulą      | 14,93         | 785           | 5.            |
| Keisuke Ushiro | Skok wzwyż          | 1,89          | 705           | 27.           |
| Keisuke Ushiro | Bieg na 400 m       | 50,85         | 776           | 25.           |
| Keisuke Ushiro | Bieg na 110 m p.pł. | 15,43         | 798           | 24.           |
| Keisuke Ushiro | Rzut dyskiem        | 46,85         | 805           | 2.            |
| Keisuke Ushiro | Skok o tyczce       | 4,70          | 819           | 16.           |
| Keisuke Ushiro | Rzut oszczepem      | 56,52         | 686           | 14.           |
| Keisuke Ushiro | Bieg na 1500 m      | 4:43,51       | 658           | 19.           |
| Razem          | Razem               | Razem         | 7532          | 20.           |

### Kobiety

#### Konkurencje biegowe
| Konkurencja        | Zawodniczka                                        | Runda 1    | Runda 1 | Półfinał | Półfinał | Finał         | Finał   |
| Konkurencja        | Zawodniczka                                        | Rezultat   | Pozycja | Rezultat | Pozycja  | Rezultat      | Pozycja |
| ------------------ | -------------------------------------------------- | ---------- | ------- | -------- | -------- | ------------- | ------- |
| Bieg na 100 m      | Chisato Fukushima                                  | 11,23 (SB) | 19. Q   | 11,32    | 23.      | NQ            | NQ      |
| Bieg na 200 m      | Chisato Fukushima                                  | 23,30      | 34.     | NQ       | NQ       | NQ            | NQ      |
| Bieg na 5000 m     | Misaki Onishi                                      | 15:33,84   | 12. q   | —        | —        | 15:29,63      | 14.     |
| Bieg na 5000 m     | Azusa Sumi                                         | 16:13,65   | 22.     | —        | —        | NQ            | NQ      |
| Bieg na 5000 m     | Ayuko Suzuki                                       | 15:28,18   | 11. q   | —        | —        | 15:08,29 (PB) | 9.      |
| Bieg na 10 000 m   | Kasumi Nishihara                                   | —          | —       | —        | —        | 32:12,95      | 13.     |
| Bieg na 10 000 m   | Rei Ohara                                          | —          | —       | —        | —        | 32:47,74      | 22.     |
| Bieg na 10 000 m   | Yuka Takashima                                     | —          | —       | —        | —        | 32:27,79      | 20.     |
| Maraton            | Mai Itō                                            | —          | —       | —        | —        | 2:29:48       | 7.      |
| Maraton            | Sairi Maeda                                        | —          | —       | —        | —        | 2:31:46       | 13.     |
| Maraton            | Risa Shigetomo                                     | —          | —       | —        | —        | 2:32:37       | 14.     |
| Sztafeta 4 × 400 m | Seika Aoyama Kana Ichikawa Asami Chiba Sayaka Aoki | 3:28,91    | 13.     | —        | —        | NQ            | NQ      |
| Chód na 20 km      | Kumiko Okada                                       | —          | —       | —        | —        | 1:34:56       | 25.     |

#### Konkurencje techniczne
| Konkurencja    | Zawodniczka  | Eliminacje | Eliminacje | Finał    | Finał   |
| Konkurencja    | Zawodniczka  | Rezultat   | Pozycja    | Rezultat | Pozycja |
| -------------- | ------------ | ---------- | ---------- | -------- | ------- |
| Rzut oszczepem | Yuki Ebihara | 60,30      | 19.        | NQ       | NQ      |